# Mindre moafåglar
Mindre moafåglar (Emeidae) är en familj utdöda flygoförmögna fåglar i ordningen moafåglar. Familjen omfattar sex arter fördelade i tre släkten, alla tidigare förekommande på Nya Zeeland:
- Släkte Anomalopteryx
  - Buskmoa (Anomalopteryx didiformis)
- Släkte Emeus
  - Låglandsmoa (Emeus crassus)
- Släkte Euryapteryx
  - Kustmoa (Euryapteryx curtus)
- Släkte Pachyornis
  - Tofsmoa (Pachyornis australis)
  - Tranmoa (Pachyornis geranoides)
  - Kortbent moa (Pachyornis elephantopus)